# Yıldıztepe, Altındağ
Yıldıztepe là một xã thuộc huyện Altındağ, tỉnh Ankara, Thổ Nhĩ Kỳ.